# Leptogaster nubeculosa
Leptogaster nubeculosa är en tvåvingeart som beskrevs av Jacques-Marie-Frangile Bigot 1878. Leptogaster nubeculosa ingår i släktet Leptogaster och familjen rovflugor.
Artens utbredningsområde är Colombia. Inga underarter finns listade i Catalogue of Life.